# 李行 (足球运动员)
李行（1989年9月19日—），中国足球运动员，司职中场，现效力于中超球队武汉足球俱乐部。

## 俱乐部生涯
2009年，李行在中乙球队湖北绿茵开始自己的职业生涯。 2009年9月26日中乙联赛南区预赛最后一轮主场对温州明日的比赛第77分钟，李行在快速反击中吊射破门，攻入自己职业联赛首例入球。该赛季湖北绿茵队最终获得联赛亚军成功升入中甲联赛。2013年3月8日，李行在武汉卓尔对阵江苏舜天的一场中超联赛比赛中以替补球员身份上场，完成了自己的中超联赛首秀。
2016年2月25日，李行转会中超球队河北华夏幸福。